# Анастасије Печерски
Анастасије Печерски (крај 12. - почетак 13. века) - монах Кијево-Печерског манастира, у чину ђакона. Руска православна црква га поштује у лику мученика, помен се врши 22. јануара и 28. септембра (по јулијанском календару).
„Тератургим“, који је написао јеромонах Кијево-печерске лавре Атанасије Калнофојски, Анастасија назива братом монаха Тита Печерског. Чин ђакона приписује му Опис руских светитеља, познат са спискова с краја 17. века. О његовом мучеништву нису сачувани подаци, а само кондак, тропар и стихира овог светитеља називају мучеником. У црквеној служби Саборног храма преподобних отаца Печерских пећина говори се да је имао посебни дар Божји, да су се испуниле многе његове молбе.
Локално поштовање Анастасија почело је крајем 17. века, када је печерски архимандрит Варлаам (Јасински) установио прославу Сабора преподобних отаца Печерских пећина. Опште црквено поштовање почело је након дозволе Светог синода у другој половини 18. века да се имена једног броја кијевских светитеља унесу у опште црквене календаре.